# Armed Forces
Az 1979-es Armed Forces Elvis Costello harmadik nagylemeze. Az album címe a munkálatok alatt még Emotional Fascism volt.
2003-ban a Rolling Stone Minden idők 500 legjobb albuma listáján a 482. lett. Szerepel az 1001 lemez, amit hallanod kell, mielőtt meghalsz című könyvben.

## Az album dalai
| 1. | Accidents Will Happen | Elvis Costello | 3:00 |
| 2. | Senior Service        | Elvis Costello | 2:17 |
| 3. | Oliver's Army         | Elvis Costello | 2:58 |
| 4. | Big Boys              | Elvis Costello | 2:54 |
| 5. | Green Shirt           | Elvis Costello | 2:42 |
| 6. | Party Girl            | Elvis Costello | 3:20 |

| 1. | Goon Squad         | Elvis Costello | 3:14 |
| 2. | Busy Bodies        | Elvis Costello | 3:33 |
| 3. | Sunday's Best      | Elvis Costello | 3:22 |
| 4. | Moods for Moderns  | Elvis Costello | 2:48 |
| 5. | Chemistry Class    | Elvis Costello | 2:55 |
| 6. | Two Little Hitlers | Elvis Costello | 3:18 |

## Helyezések és eladási minősítések

### Album
| Év   | Lista                | Helyezés |
| ---- | -------------------- | -------- |
| 1979 | Billboard Pop Albums | 10       |
| 1979 | UK Albums Chart      | 2        |

### Kislemezek
| Év   | Kislemez              | Lista              | Helyezés |
| ---- | --------------------- | ------------------ | -------- |
| 1979 | Oliver's Army         | Brit kislemezlista | 2        |
| 1979 | Accidents Will Happen | Brit kislemezlista | 28       |

### Eladási minősítések
| Szervezet     | Minősítés | Dátum             |
| ------------- | --------- | ----------------- |
| RIAA – U.S.   | arany     | 1979. február 23. |
| CRIA – Kanada | arany     | 1979. március 1.  |
| BPI – UK      | arany     | 1979. március 6.  |
| BPI – UK      | platina   | 1979. június 6.   |

## Közreműködők
- Elvis Costello – gitár, ének
- Steve Nieve – zongora, orgona, szintetizátor
- Bruce Thomas – basszusgitár
- Pete Thomas – dob